# Хатанака, Юсукэ
Юсукэ Хатанака (яп. 畑中 勇介; род. 21 июня 1985 в Токио, Японии) — японский профессиональный шоссейный велогонщик, выступающий за континентальную команду «UKYO». Чемпион Японии 2017 года в групповой гонке.

## Достижения
2005
2-й  Чемпионат Японии U23 в индивидуальной гонке
2006
3-й  Чемпионат Японии U23 в индивидуальной гонке
20071-й  Чемпионат Японии U23 в индивидуальной гонке
2008
1-й Этап 7 Джелаях Малайзия
1-й Этап 2 (КГ) Тур Брешии
2010
2-й Шоссейная гонка Кумамото
3-й Кубок Японии
8-й Тур Окинавы
2011
5-й Кубок Японии
6-й Тур Окинавы
1-й Этап 2
9-й Тур Хоккайдо
2012
2-й Тур Окинавы
9-й Тур Таиланда
1-й  Очковая классификация
9-й Кубок Японии
9-й Тур Тайваня
2013
1-й Этап 1 Критериум Сайтамы
2014
5-й Тур Окинавы
2015
1-й  Очковая классификация  Критериум Сайтамы
2-й  Чемпионат Японии в групповой гонке
10-й Кубок Японии
10-й Тур Иджена
2016
9-й Тур Окинавы
2017
1-й  Чемпионат Японии в групповой гонке
3-й Критериум Сайтамы
3-й Тур Окинавы
7-й Тур Тотиги
10-й Кубок Японии